# Melody of Love (Wanna Be Loved)
«Melody of Love (Wanna Be Loved)» (с англ. — «Мелодия любви (Хочу быть любимой)») — песня, записанная американской певицей Донной Саммер в 1994 году. Впервые была представлена на её сборнике лучших хитов 1994 года Endless Summer: Donna Summer’s Greatest Hits. Песня была написана Саммер, Дэвидом Коулом, Робертом Кливиллем и Джо Каррано.
Эта песня была выпущена в ноябре 1994 года в качестве сингла со сборника лейблами Casablanca Records и Mercury Records. Песня вошла в топ-40 чартов Фландрии и Великобритании. Благодаря ремиксам песня заняла первое место в американском чарте Dance Club Songs, став десятым лидером Саммер в данном чарте.

## Варианты издания
США — Maxi-CD (Casablanca — 856 367-2, Mercury — 856 367-2)
1. «Melody of Love (Wanna Be Loved)» (Original Version) — 4:16
2. «Melody of Love (Wanna Be Loved)» (Classic Club Mix) — 8:03
3. «Melody of Love (Wanna Be Loved)» (Boss Mix) — 6:58
4. «Melody of Love (Wanna Be Loved)» (Épris Mix) — 8:33
5. «Melody of Love (Wanna Be Loved)» (AJ & Humpty’s Anthem Mix) — 8:46
6. «Melody of Love (Wanna Be Loved)» (Épris Radio Mix) — 4:14
7. «On the Radio» — 5:50
8. «The Christmas Song» — 4:20

## Позиции в хит-парадах
| Хит-парад (1994—1995)                | Высшая позиция |
| ------------------------------------ | -------------- |
| Австралия (ARIA)                     | 79             |
| Бельгия/Фландрия (Ultratop 50)       | 35             |
| Великобритания (OCC UK Singles)      | 21             |
| Европейский союз (Eurochart Hot 100) | 79             |
| Нидерланды (Single Tipparade)        | 5              |
| Нидерланды (Tipparade)               | 3              |
| Польша (LP3)                         | 49             |
| США (Billboard Dance Club Songs)     | 1              |
| США (Billboard Dance Singles Sales)  | 5              |
| Шотландия (OCC Scotland)             | 24             |